# إدوارد أ. كرايغ
إدوارد أ. كرايغ (بالإنجليزية: Edward A. Craig) هو ضابط أمريكي، ولد في 22 نوفمبر 1896 في دانبري في الولايات المتحدة، وتوفي في 11 ديسمبر 1994 في الكاهون في الولايات المتحدة.